# Station Kańczuga
Station Kańczuga is een spoorwegstation in de Poolse plaats Kańczuga.